# Welcome Air
Welcome Air foi um companhia aérea com sede em Innsbruck, Áustria.

## Frota

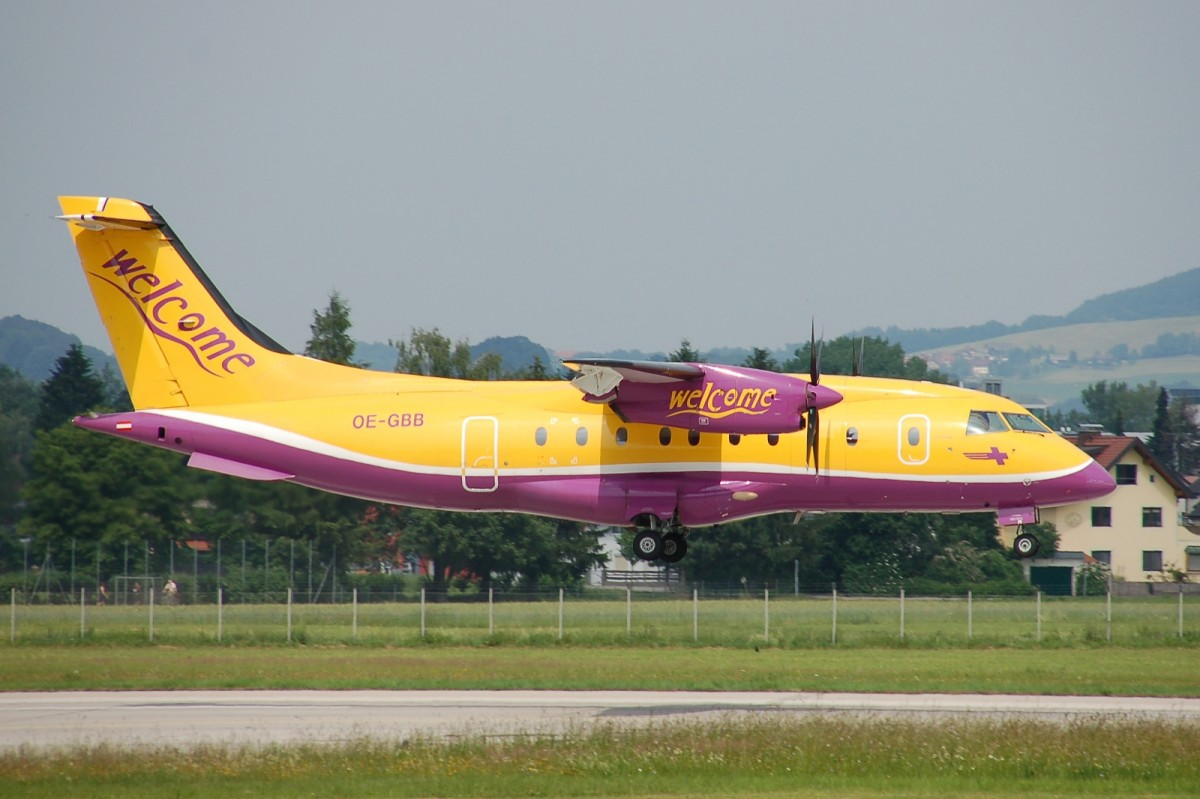
Dornier 328 da Welcome Air.

- 2 Dornier 328-110
- 1 Dornier 328Jet